# Andrea Marone
Andrea Marone (1474-75? – Roma, 24 marzo 1528) è stato un umanista e poeta italiano.

## Biografia
Poeta improvvisatore in latino, sotto la protezione del cardinale Ippolito d'Este operò a Ferrara e poi sotto l'egida di papa Leone X a Roma. Morto Leone della famiglia Medici nel 1521, il successore Adriano VI, regnante dal 1522 al 1523, lo allontanò dalla corte pontificia, fu poi riammesso per volontà di Clemente VII, anch'egli membro della famiglia dei Medici.
Era lo zio di Pietro Marone, pittore attivo a Brescia e a Mantova.